# اچ‌ام‌اس سافو (۱۸۹۱)
اچ‌ام‌اس سافو (۱۸۹۱) (به انگلیسی: HMS Sappho (1891)) یک کشتی بود که طول آن ۳۱۴ فوت (۹۵٫۷ متر) بود. این کشتی در سال ۱۸۹۱ ساخته شد.